# Juka Mijazakiová
Juka Mijazakiová (japonsky 宮﨑 有香, * 13. října 1983 Iga) je bývalá japonská fotbalistka.

## Reprezentační kariéra
Za japonskou reprezentaci v letech 2001 až 2009 odehrála 18 reprezentačních utkání. Byla členkou japonské reprezentace i na Mistrovství světa ve fotbale žen 2003.

## Statistiky
| Japonsko | Japonsko | Japonsko |
| Roky     | Záp.     | Góly     |
| -------- | -------- | -------- |
| 2001     | 5        | 0        |
| 2002     | 5        | 1        |
| 2003     | 6        | 1        |
| 2004     | 1        | 0        |
| 2005     | 0        | 0        |
| 2006     | 0        | 0        |
| 2007     | 0        | 0        |
| 2008     | 0        | 0        |
| 2009     | 1        | 0        |
| Celkem   | 18       | 2        |

## Úspěchy

### Reprezentační
- Mistrovství Asie:  2001